# Ioannis Yeoryadis
Ioannis Yeoryadis –en griego, Ιωάννης Γεωργιάδης– (Trípoli, 29 de marzo de 1876-Atenas, 14 de marzo de 1960) fue un deportista griego que compitió en esgrima, especialista en la modalidad de sable. Participó en dos Juegos Olímpicos de Verano en los años 1896 y 1924, obteniendo una medalla de oro en Atenas 1896 en la prueba individual.

## Palmarés internacional
| Juegos Olímpicos | Juegos Olímpicos | Juegos Olímpicos | Juegos Olímpicos |
| Año              | Lugar            | Medalla          | Prueba           |
| ---------------- | ---------------- | ---------------- | ---------------- |
| 1896             | Atenas (Grecia)  | Medalla de oro   | Sable individual |